# Pan Zhanle
Pan Zhanle (ur. 4 sierpnia 2004 w Wenzhou) – chiński pływak specjalizujący się w stylu dowolnym, dwukrotny mistrz olimpijski (2024), mistrz i rekordzista świata na 100 m stylem dowolnym.

## Kariera
W 2022 roku na mistrzostwach świata w Budapeszcie na dystansie 100 m stylem dowolnym był czwarty z czasem 47,79.
Rok później, podczas mistrzostw globu w Fukuoce wraz z Xu Jiayu, Qin Haiyangiem i Wangiem Changhao zdobył srebrny medal w sztafecie 4 × 100 m stylem zmiennym. Chińczycy ustanowili jednocześnie nowy rekord Azji (3:29,00). W konkurencji 100 m stylem dowolnym zajął czwarte miejsce, ustanawiając czasem 47,43 nowy rekord Azji. Płynął również w sztafecie kraulowej 4 × 100 m, która zajęła czwarte miejsce.
W lutym 2024 roku pierwszego dnia mistrzostw świata w Dosze zdobył złoty medal w sztafecie 4 × 100 m dowolnym i na jej pierwszej zmianie ustanowił rekord świata na dystansie 100 m stylem dowolnym (46,80). Zwyciężył również w wyścigu indywidualnym kraulistów na 100 m, uzyskując czas 47,53. Złote medale wywalczył również w sztafecie męskiej 4 × 200 m stylem dowolnym oraz mieszanej 4 × 100 m stylem dowolnym.
Na igrzyskach olimpijskich w Paryżu Pan płynąc na pierwszej zmianie sztafety 4 × 100 m stylem dowolnym, ustanowił rekord olimpijski na dystansie 100 m stylem dowolnym (46,92). Chińczycy zajęli w finale czwarte miejsce. Cztery dni później Pan zwyciężył w konkurencji 100 m stylem dowolnym, czasem 46,40 poprawiając własny rekord świata. Złoto zdobył również w męskiej sztafecie 4 × 100 m stylem zmiennym. Płynął także w wyścigu eliminacyjnym sztafet mieszanych 4 × 100 m stylem zmiennym i otrzymał srebrny medal, kiedy Chińczycy zajęli w finale drugie miejsce.